# Библиотека Института за нуклеарне науке Винча
Библиотека Института за нуклеарне науке Винча постоји колико и сам институт, који је основан 1948. године у Винчи недалеко од Београда. Библиотека Института за нуклеарне науке “Винча” је интегрални део учења, истраживања и научног рада. Мисија Библиотеке је да својим корисницима обезбеди најквалитетније и најактуелније изворе информација, врхунски едукативни садржај и простор за учење, и обезбеди сваку другу помоћ у истраживању.

## Фонд Библиотеке
Библиотека у свом фонду поседује преко 36000 књига и око 1500 наслова часописа, претежно из области физике, хемије, биологије, електротехнике, металургије, нуклеарне технике, машинства и енергетике. Као чланици система Виртуелне библиотеке Србије, омогућено је претраживање литературе помоћу електронског каталога и знатно је олакшана међубиблиотечка размена са преко 190 библиотека из Србије. У сарадњи са Универзитетском библиотеком “Светозар Марковић” омогућена је и међубиблиотечка размена са целим светом.
Посредством Конзорцијума библиотека Србије за обједињену набавку (КоБСОН) омогућен је бесплатан онлајн приступ за преко 36000 најбољих светских научних часописа, и преко 150000 књига из свих научних области.
Попуњавање фонда књига, часописа, енциклопедија, речника, зборника апстраката је започето када је оснивач Института, професор Павле Савић. године, 1948. године обезбедио стотинак књига из Француске. Данас је број књига у фонду преко 35500. Најстарија књига коју поседује Библиотека је Phylosophiae Naturalis Principia Mathematica Исака Њутна која је штампана 1723. године. Библиотека поседује и око 1550 наслова часописа из области физике, хемије, биологије, електронике, металургије и керамике, нуклеарне технике, машинства и енергетике, а поседује и опште и популарне часописе. Најстарији број часописа датира из 1874. године Annalen der Physic. Набавна динамика Библиотеке се усклађује са потребама истраживача и реализује се преко Савета корисника библиотеке, тела које припада Научном већу Института. Библиотека је учествовала у издаваштву Института тако што је део уредништва био у три текућа научна часописа врхунског научног карактера: Термотехника која је основана 1974. Thermal Sciences 1996. и Nuclear Technology & Radiation Protection 1985.
Почетком 90-их година 20. века започето је самостално обезбеђивање електронске базе података: Current contents издавача из Филаделфије. Нека од тих издања једино је наша Библиотека имала најпре на дискетама, од 1995. године и на компакт дисковима, који су се у Библиотеци набављали још од 1965. године у папирном облику. Библиотека има свој линк на сајту Института Винча, и опремљена је одговарајућим бројем рачунара, штампача, скенера, фотокопир апаратом, као и брзом Интрнет везом преко Рачунарског центра Универзитета у Београду.
Даљи прелазак на аутоматску обраду је настављен 1995. године, од када Библиотека користи електронски каталог књига путем међубиблиотечке размене. Библиотека остварује блиску сарадњу са већином сличних библиотека. Библиотека за своје кориснике има слободан приступ целокупном фонду. Већина истраживача има приступ за рад од куће.
Библиотека редовно у фонду добија часописе: Техника, Термотехника, Thermal Sciences, Nuclear Technology & Radiation Protection, Хемијска индустрија, Хемијски преглед, Journal of the Serbian Chemical Society, Млади физичар, Инфотека, Библиотекар, Национална пословна ревија, Гласник, Nature, Nature-photonics, Nature-materials, , , , , , Аnnuare de L'Institut de Mathematiques-Skopje, Scientific Bulletin of the Politehnica Univeristy of Timisoara, Pisma v ečaja, ,
У Библиотеци се налазе и: Наномедицина највећи изазов 21. века је објављена 2012. године, Како живе и умиру ћелије у нама 2013, 2014. Инструменталне методе кључ разумевања нанотехнологије и наномедицине, a 2016 Bridge between nanophysics and nanomedicine (Вукоман Јокановић) веома популарна тематика времена у коме живимо. Овакав концептуално потпуно оригиналан приступ, ствара изузетне могућности за профилисање нових облика образовања и усмерења на нашим факултетима и факултетима у ширем региону којима је српски језик близак.
Лабораторија за радиобиологију и молекуларну генетику свечано обележава 2017. годину због награде фондације Горан Љубијанкић коју је добио Иван Јовановић за најбоље написану докторску дисертацију Анализа експресије целокупног генома у циљу идентификације кључних гена и микро РНК за настанак урођених аномалија бубрега и уринарног тракта човека одбрањену у 2016. години.
Библиотека поседује и велики број зборника са различитих конференција. Чернобиљ је посебно обележила 2016. годину монографија  поводом ванредне конференције Друштва за заштиту од зрачења и заштиту животне средине Србије и Црне Горе Архивирано на веб-сајту  (20. фебруар 2017) 26. априла 2016. године.
Павле Савић нам је оставио у наслеђе велики репозиторијум који је и сада у доради. Од 2011. до данашњих дана Винчине радионице доследно следе пут претходника, о чему посебну бригу води Друштво истраживача Винча путем радионица и отворених врата која се 2017. године одржавају 10. маја. Министарство просвете, науке и технолошког развоја Републике Србије и Министарство иностраних послова и међународне сарадње Републике Италије 2014. оснивају национални научни скуп Лантерна у циљу изучавања нуклеарне и друге аналитичке технике у изучавању културног наслеђа – заштите баштине између природних и друштвених научих области.

## Публикације сарадника
У овом делу посебно се приказују публикације у форми књига које су, као трајно наслеђе, сарадници Института стварали и оставили генерацијама које долазе. Реч је о стручним књигама из научних области: физике, хемије, физичке и радијационе хемије, биологије, материјала, електронике и рачунарства, енергетике, заштите,
Библиотека поседује и кратак приказ РО Институт Борис Кидрич Винча од 1948–1988. у дигиталном облику.
Поводом 70 година постојања Института за нуклеарне науке „Винча” објављена је књига апстраката.

### Физика
Атанасије Стојковић (1773–1832) прва физика на српском језику је дигитализована. Акцелераторска инсталација Никола Тесла наставља основна и примењена истраживања модификације својстава материјала и развој радијационих технологија материјала.  редовно прати светски тренд из области нуклеарне технологије и радијационе заштите.
Библиотека поседује и кратак приказ РО Институт Борис Кидрич Винча од 1948–1988. у дигиталном облику.
Из области физике посебно истакнути аутори бројних публикација: Родољуб Симовић, Милорад Млађеновић, Списак српских физичара - Развој физике и електромагнетизам, Моћ науке, Ђорђе Бек-Узаров – атомски физичар Српска историја, Гордана Ћујић Јонизујућа зрачења из природе, Београд, 1995. Друштво физичара Србије, Иван Аничин (1944–2016) (Винча – циклотрон) Институт за физику, Ђуро Крмпотић, Радомир Вукановић, Стеван Коички, Бранислава Перовић, Славољуб Пешић - Таласи у плазми, Богдан Степанчић, Крунослав Суботић Планета, Младен Жупанчић, Миодраг Манасијевић, Љиљана Милинковић, Ранко Остојић, Драгослав Ћирић, Небојша Нешковић Springer, Мирко Вуковић, Душан Секулић, Драган Савић, Предраг Анастасијевић, Ратко Јанев, Ђуро Миљанић, Јагош Пурић Испитивање Штарковог ширења и померања спектралних линија неутралних атома и јона у плазми, 1972 – Група за физику и технологију плазме Физичког факултета Београдског универзитета, Иван Шлаус, Милош Шкорић 1981, Илија Плећаш 1973.Научно друштво Србије, Бранислава Перовић-Нешковић, Миодраг Стојић, Александар Танчић, Ђорђе Петковић, Јово Мартиновић, Тома Тасовац - Центар за дигиталне хуманитарне науке, Библиографије радова сарадника Института за нуклеарне науке Винча 1996 (Војислав Аранђеловић), Билтен Института 1997 (Драгољуб Антић), чија издања поседује Библиотека Института; Љубомир Радановић, Душан Стефановић, Бранко Ђурић, Школа првих десет година рада – оснивање и развој од 1956. до 1966. године (Олга Млађеновић), Љиљана Петковић, Славољуб Петровић, Милија Милановић, Милан Черчек, Светозар Поповић, Ненад Јанковић, Зоран Драче, Милан Курепа, Петар Аџић 1985.(Нуклеарна физика) Научно друштво Србије, Физички факултет Универзитета у Београду; Мирослав Копечни Енергија ветра и редовни дописник листа Информатор, који је у фонду Библиотеке; Друштво физикохемичара Србије, Стеван Јокић – Радиоактивност поводом 100 година од открића радиоактивности 1998, иницијатива (Жорж Шарпак) 2001; Зрнца наука; Субатомска физика 2000. Жорж Шарпак Рука у тесту 2001; 2003; Звонко Марић Институт за физику, Земун, Српска академија науке и уметности, Драгослав Никезић – Природно-математички факултет, Универзитет у Крагујевцу, Марко Стојановић – Соларна енергија, Бранка Чобић, Томислав Ненадовић, Томислав Павловић (Физика и техника танких слојева 1997); Љубисав Новаковић, Вељко Вељковић, Виктор Лазаревич Аксенов, Слободан Стаменковић, Иштван Бикит, Ђура Крмпотић, Миодраг Крмар, Јарослав Сливка, Мирослав Весковић, Драгомир Крпић, Александар Танчић, Ненад Раишић, Душан Стефановић, Милан Павићевић, Бранка Бабић-Стојић, Љиљана Вуксановић, Јуриј Вучина, Милорад Давидовић, Рајко Добријевић, Марко Нинковић, Милан Пешић, Јагош Раичевић, Обрад Шотић Јован Недељковић, Златко Ракочевић, Љупчо Хаџиевски, Бошко Бојовић, Милутин Степић, Маријана Петковић – високо котирани светски научници из области атомске физике (Фотоника), Друштво истраживача Винча управо одржана манифестација Отворена врата 10. маја 2017. године даје допринос истраживачима у ширењу сазнања из свих области наука. Тим поводом Институт и Библиотеку Института је посетило преко 600 ученика, студената и професора.

### Хемија и радијациона хемија
Библиотека у сарадњи са библиотеком Српског хемијског друштва учествује у одржавању конференција чији су резултати од великог значаја нашим истраживачима.
Оснивањем Хемијске лабораторије 1948. године цењени Павле Савић је указао на значај истраживања из области физичке хемије. Часопис Journal of the Serbian Chemical Society редовно стиже у фонд Библиотеке.
Душан Каназир је 1949. године основао молекуларну Лабораторију у Винчи. Иван Драганић  је од великог значаја истраживачима.
Технецијум 99 m генератор на бази молибдена -99 високе специфичне радиоактивности – производња, контрола и видови примене (Јуриј Вучина), 2003.

### Биологија
Убрзо по оснивању Института 1949. године је основана и Лабораторија за радиобиологију и молекуларну генетику чији је оснивач Душан Каназир.
Годишњу награду Горан Љубијанкић за 2016. је добио др Иван Јовановић за најбоље написану докторску дисертацију из области молекуларне биологије: Анализа експресије целокупног генома у циљу идентификације кључних гена и микро РНК за настанак урођених аномалија бубрега и уринарног тракта човека. Велики допринос истраживањима из исте области је монографија у којој су доктори Института за нуклеарне науке Винча објавили рад, а издавач је Inteh.

### Енергетика
Из области енергетике велики допринос истраживачима су издања чији су аутори и уредници: Јовица Ризнић Термотехника (часопис), Миодраг Радовановић, Наим Афган, Родољуб Симовић, Nuclear Technology & Radiation Protection, Зоран Животић, Љубомир Јовановић Термотехника (часопис), Милован Студовић, Владета Урошевић, Милан Напијало, Коста Маглић, Ненад Перовић, Гордана Данковић, Љубиша Зековић, Андреј Станимировић – монографија Примарна термометрија, Божидар Маршићанин, Марко Поповић, Зоран Зарић, Димитрије Савић (Сагоревање у флуидизованом слоју) 1994. – Симеон Ока 1994. за коју је исте године светски признат научник добио другу Октобарску награду, Невен Нинић, Сретен Николић, Момир Николић, Јоцо Мићић, Иван Михајлов, Драгослав Поповић, Душан Стефановић, Милан Пешић, Валерије Јовић, Љубица Вујисић, Александар Вехауц, Лариса Јовић, Стојан Миливојевић, Милан Рајковић 1997 1995. Факултет техничких наука Нови Сад, Предраг Радовановић 1994. Предраг Стефановић 1997. и Дејан Цветиновић 2014. уредници Машински факултет Универзитета у Београду;

### Заштита
Напретком технологије и библиотека прелази на електронску обраду података. Радиографија (Радојко Павловић) је још једна публикација од значаја за следбенике Павла Савића. Зборници радова Друштва за заштиту од зрачења Србије и Црне Горе су дигитализовани од самог оснивања Друштва 1963. године. Чернобиљ – монографија Чернобиљ 30 година после приказује резултате дугогодишњих истраживања.

### Материјали
Библиотека поседује велики број публикација и из области материјала
Још једно издање из области материјала